# 黎光旦
黎光旦，湖南湘潭人，是一名清朝政治人物。
黎光旦曾于1882年接替范寿棠任上海县知县一职，1884年由莫祥芝接任。